# Фоли (острво)

Острво Фоли (енгл. Foley Island) је једно од острва у канадском арктичком архипелагу. Ниско је, и налази се уз јужну обалу Бафинове земље. Острво је у саставу канадске територије Нунавут. 
Површина износи око 637 km².
Острво је ненасељено. Први пут је откривено 1948. приликом мапирања из авиона Авро Ланкастер.